# Bonsciano
Bonsciano è un piccolo paese della Valtiberina appartenente al comune di Città di Castello, al confine con il comune di Umbertide.
Economicamente è rilevante per la produzione di tabacco.